# Spanish Fly
Spanish Fly é uma canção instrumental da banda americana de hard rock Van Halen, sendo a sétima faixa do álbum Van Halen II, de 1979.
É uma das músicas presentes no jogo eletrônico Guitar Hero: Van Halen, de 2009, sendo uma das mais difíceis de se tocar.

## Sobre a música
É um solo instrumental tocado por Eddie Van Halen em um violão de cordas de náilon, menos o grunhido no início da faixa, provavelmente da própria boca de Eddie. Com influências da guitarra flamenca (Eddie contou que sua inspiração para essa música o violonista espanhol de flamenco Sabicas), a canção tem apenas um minuto de duração. A faixa foi aclamada por críticos e fãs como uma continuação da guitarra instrumental Eruption do primeiro álbum do Van Halen, lançado em 1978, sendo considerada como um arranjo acústico da música. Pode-se dizer que "Spanish Fly" foi a resposta de Eddie para qualquer um que duvidasse de sua habilidade como guitarrista ou duvidasse que ele realmente tocou o solo de guitarra "Eruption", em vez de depender de efeitos sonoros de estúdio ou máquinas para criar sons. Eddie quase sempre executa parte da música nos shows da banda durante seu próprio solo de guitarra.
A faixa é tocada em uma tomada com uma palheta, em vez do estilo de dedo. Ele expande muitas das técnicas usadas em " Eruption", como tremolo e two hands tapping. Muitos guitarristas afirmaram que é uma peça mais complexa e técnica do que "Eruption". O guitarrista Steve Vai, por exemplo, diz que "Spanish Fly" é sua música favorita do Van Halen.
Existem duas explicações para a composição e inclusão no álbum de Spanish Fly. A primeira é o produtor da banda, Ted Templeman, ouviu Eddie tocando uma peça sonora semelhante em um violão em uma festa e sugeriu que fosse incluída no novo disco. Esta história é semelhante à inclusão de Eruption no primeiro álbum do Van Halen, lançado em 1978. A segunda explicação, mais provável, é que a música foi gravada como uma resposta de Eddie para qualquer um que duvidasse de sua habilidade como guitarrista ou duvidasse que ele realmente tocou o solo de guitarra "Eruption", em vez de depender de efeitos sonoros de estúdio ou máquinas para criar sons. Eddie quase sempre executa parte da música nos shows da banda durante seu próprio solo de guitarra.

## Receptividade
| Ano  | Revista                 | Ranking                                                 | Resultado   | Ref.   |
| ---- | ----------------------- | ------------------------------------------------------- | ----------- | ------ |
| 2016 | ultimateclassicrock.com | Top 10 Eddie Van Halen Solos                            | 10ª posição | [ 7 ]  |
| 2020 | Rolling Stone Australia | 7º melhor solo de guitarra de Eddie Van Halen           | 7ª posição  | [ 8 ]  |
| 2020 | Guitar.com              | Eddie Van Halen's 20 greatest guitar moments            | 17ª posição | [ 9 ]  |
| 2020 | Vulture Magazine        | Best Van Halen Songs                                    | 80ª Posição | [ 10 ] |
| 2021 | Guitar Player Magazine  | Eddie Van Halen's 10 Greatest Recorded Moments          | 5ª Posição  | [ 4 ]  |
| 2023 | medium.com              | The Greatest Instrumental Rock Guitar Solos of All Time | 10ª posição | [ 11 ] |

## Créditos
Eddie Van Halen – violão de cordas de náilon